# Menella kanisa
Menella kanisa is een zachte koraalsoort uit de familie Plexauridae. De koraalsoort komt uit het geslacht Menella. Menella kanisa werd in 2000 voor het eerst wetenschappelijk beschreven door Grasshoff. 